# Michael Schneider (Philosoph)
Michael Schneider (* 20. September 1612 in Bitterfeld; † 18. April 1639 in Wittenberg) war ein deutscher Gelehrter.

## Leben
Geboren als Sohn des Bitterfelder Amtschöffen Michael Schneider und seiner Frau Maria, die Tochter des Bitterfelder Bürgermeisters Konrad Reuter, wurde er in frühsten Kindesbeinen schulisch ausgebildet. Er wurde nach Wittenberg geschickt, wo sein Vater für Privatlehrer keine unerhebliche Summe für ihn ausgab. Dort schrieb er sich am 17. Oktober 1621 gemeinsam mit seinem Bruder Konrad Viktor und Wolfgang in die Matrikel der Universität Wittenberg ein, beteiligte sich schon im 14. Lebensjahr an Disputationen und erwarb sich in seinem 17. Lebensjahr bereits am 26. März 1629 den akademischen Grad eines Magisters der Philosophie.
Daraufhin fand er eine Anstellung bei Wilhelm Nigrinus und beschäftigte sich nebenbei mit einem Studium der Theologie. Ostern 1631 ging er an die Universität Jena, wo er bei Johann Gerhard im Haus Aufnahme fand und zwei Jahre blieb. Im Anschluss begab sich der kurfürstliche Stipendiat auf eine Bildungsreise an die Universitäten in Frankreich, Holland und England, wo er sich die Kenntnisse der Sprachen der Länder aneignete und bald neun Sprachen beherrschte. Zurückgekehrt in die Heimat, hielt er private Vorlesungen, fand am 1. Mai 1636 als Adjunkt Aufnahme in die philosophische Fakultät der Akademie und wurde nach dem Tod von Nigrius, am 29. Oktober 1638 dessen Nachfolger.
Seine Vorlesungen erstreckten sich über Theologie und Philosophie, alte und neue Sprachen. Sein ureigenstes Anliegen war es jedoch, einen theologischen Bildungsweg zu verfolgen, daher war es seine Absicht, zum Doktor der Theologie zu promovieren. Seine gesundheitliche Konstitution ließ dies jedoch nicht zu. Die Ärzte schickten ihn auf Kuren nach Sauerbrunnen in Eger, jedoch half dies nichts. Aufgrund seiner schwindenden Gesundheit musste er die Vorlesungen einstellen und verstarb drei Wochen später, in seinem 27. Lebensjahr. Er wurde am 21. April in Wittenberg beigesetzt.

## Werkauswahl
- Die Tafel der Verleumbdung / Auß dem Frantzösischem des Freyherrn von Hervault/ Nebenst einem Anhange etlicher/ mehrentheils aus Frantzösischer/ Holländischer/ Lateinischer und Griechischer Poesie genommenen stücke/ Ubergesetzt inn Deützsch. Röhner, Wittenberg 1637. (Digitalisat)
- Lobgesang Jesu Christi Sambt beygefügten Außlegungen etlicher örter. Röhner, Wittenberg 1636. (Digitalisat)
- Dissertationes de temperantis.[1]
- De Societate Coniugali ex Sapientia Civili. Röhner, Wittenberg 1636. (Digitalisat)
- Thema politicum, an et quousque principi liceat simulare et dissimulare? Röhner, Wittenberg 1636. (Digitalisat)
- Dissertatio de immortalitate animorum. Röhner, Wittenberg 1638. (Digitalisat)
- Diatribe Politica, De Morbis Nonnullis, Qui Publicas Saepe Res Infestare, Galliaeq[ue] cumprimis regnum misere vexare solent, Thesibus in rerum fidem ex ipsa Gallia citatis atq[ue] productis. (Resp. Jakob Hackmann) Röhner, Wittenberg 1638. (Digitalisat)
- Explicationem cantici CXXXVII in libri Psalmorum. Wittenberg 1626.[2]